# حمزه کرمی
حمزه کرمی (زاده ۱۳۴۱ در کرمانشاه) نظامی سابق و سیاستمدار اصلاح‌طلب اهل ایران است. وی مدیر سایت جمهوریت، از مدیران ارشد دانشگاه آزاد اسلامی، فرماندار ورامین، زندانی سیاسی، مدیرکل سیاسی دفتر رئیس جمهوری در دولت‌های اکبر هاشمی رفسنجانی و محمد خاتمی بوده‌است. او در جریان اعتراضات مردم ایران به نتایج انتخابات ریاست جمهوری (۱۳۸۸) دستگیر و به ۱۱ سال حبس قطعی و انفصال دائم از خدمات دولتی محکوم شد.

## زندگی
حمزه کرمی در سال ۱۳۴۱ در کرمانشاه به دنیا آمد. او در رشتۀ فلسفۀ تطبیقی تا مقطع دکترا تحصیل کرد.

### سوابق شغلی
کرمی از سال ۱۳۶۸ تا ۱۳۷۴، فرماندار ورامین و از سال ۱۳۷۴ تا ۱۳۸۰، مدیرکل سیاسی دفتر رئیس جمهوری در دولت‌های اکبر هاشمی رفسنجانی و محمد خاتمی بود. او هم چنین شش سال از فرماندهان جنگ ایران و عراق و رئیس ستاد سپاه پاسداران استان تهران بوده‌است.
وی در جریان انتخابات ریاست جمهوری ایران (۱۳۸۴)، مسئول ستاد مطبوعات هاشمی رفسنجانی بود و در انتخابات ریاست جمهوری ایران (۱۳۸۸)، مدیریت وبسایت جمهوریت را بر عهده داشت.

## بازداشت و زندان پس از انتخابات ریاست جمهوری ۱۳۸۸
کرمی که در دادگاه بدوی به شانزده سال زندان محکوم شده بود، با ارائه لایحه تجدید نظرخواهی ،تمامی اعترافات خود را در بازجویی‌ها و دادگاه اولیه تکذیب و اظهار کرده‌است که تمامی این اعترافات تحت فشارهای شدید از او اخذ شده و فاقد هرگونه ارزش حقوقی و اخلاقی است.
شعبه ۳۶ دادگاه تجدیدنظر تهران، حمزه کرمی را به ۱۱ سال حبس قطعی و انفصال دائم از خدمات دولتی محکوم کرد.
او دربارهٔ دوران زندانش در بند ۳۵۰ زندان اوین می گوید:"حمزه کرمی که به خاطر شکنجه‌های زیاد دچار بیماری‌های گوناگون شده گفته است: مرا انواع شکنجه کردند از جمله بیش از بیست بار سرم را در کاسه توالت فرنگی پر از کثافت کردند و می خواستند که آنچه را آن‌ها می گویند اعتراف کنم! هرگاه فریاد "یا زهرا" سر می دادم، به آن حضرت جسارت می‌کردند! وقتی می گفتم: "یا الله"، می گفتند: خدایت امروز ماییم که هرکاری بخواهیم با تو می کنیم!"

### نامه به علی خامنه‌ای
حمزه کرمی در نامه‌ای خطاب به علی خامنه ای، به بیان شکنجه‌های روحی و جسمی در زندان پرداخته و خواستار تشکیل یک دادگاه غیرسیاسی برای رسیدگی به اتهاماتش شده‌است. کرمی در این نامه به فشار و شکنجه برای اخذ اعتراف به رابطه با نوامیس و خویشاوندان رهبران جنبش سبز اشاره می‌کند.
طبق گفته کرمی، یکی از اموری که بازجویان از کرمی می خواستند اعتراف بگیرند، اقرار به روابط نامشروع با یکی از بستگان طراز اول رهبران جنبش سبز و دو نفر از بستگان طراز اول یکی از مقامات عالیه بی بصیرت بوده‌است. کرمی بارها امتناع می‌کند، تا اینکه در بار بیستمی که سر او را در توالت فرنگی پر از نجاست فرو می‌کنند و با احساس خفگی به اعتراف به خواست بازجویان تن می‌دهد و آنچه را می خواستند می نویسد و امضا می‌کند. از دیگر موارد اعتراف تحت شکنجه کرمی اختلاس و فساد مالی مهدی هاشمی فرزند هاشمی رفسنجانی بوده‌است.
حمزه کرمی در نامه‌ای دیگر خطاب به محسنی اژه‌ای دادستان کشور، به بیان شکنجه‌های روحی و جسمی در زندان پرداخته و خواستار تشکیل یک دادگاه غیرسیاسی برای رسیدگی به اتهاماتش شده‌است. کرمی در این نامه به فشار و شکنجه برای اخذ اعتراف به رابطه با نوامیس و خویشاوندان رهبران جنبش سبز اشاره می‌کند.